# 엔리코 글로리

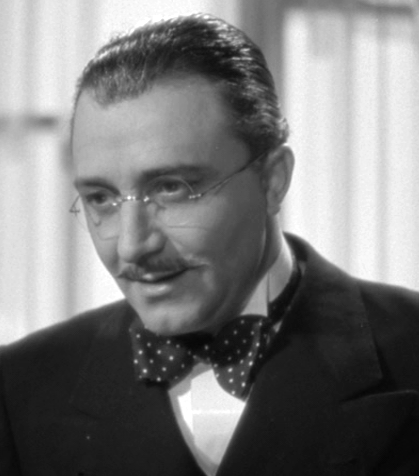

엔리코 글로리(Enrico Musy, 1901년 8월 3일 ~ 1966년 4월 22일)는 이탈리아의 배우, 영화배우이다.
나폴리에서 태어났으며 로마에서 사망하였다.

## 영화
- 콘스탄티누스의 십자가 (1962년)
- 러브 인 로마 (1960년)
- 사랑의 눈물 (1954년)
- 파리스의 연인 (1954년)
- 종착역 (1953년)
- 스트레인저 온 더 프라울 (1952년)
- 동백꽃 없는 숙녀 (1950년)
- 다이아몬드 (1939년)
- 플랑드르의 사육제 (1935년)